# Lookingglass
Lookingglass az Amerikai Egyesült Államok északnyugati részén, Oregon állam Douglas megyéjében, a Lookingglass-völgyben, Roseburgtól 14 km-re délnyugatra elhelyezkedő statisztikai település, egyben Roseburg elővárosa. A 2010. évi népszámláláskor 855 lakosa volt. Területe 30 km², melynek 100%-a szárazföld.

## Történet
A Lookingglass-völgyet a később itt letelepedő Hoy Flournoy földmérő nevezte el 1846-ban; szerinte „a völgy gyönyörű zöld fűje a fényt tükörként veri vissza”.
Az 1852-ben megnyílt bolt az Oakland–Lookingglass postakocsi- és teherforgalmi útvonal végállomása, egyben a telepesek Coos-öbölön átvezető útjának kezdete volt. A ma is közösségi központként funkcionáló üzlet Douglas megye legrégebbi kereskedelmi egysége. A postahivatal 1942-ben zárt be; jelenleg a Lookingglss Grange Hall, egy templom és egy tűzoltóállomás található.
Az 1970-es években az akkor 40 főt számláló település nagy médiafigyelmet kapott, mivel ekkor parkolóórát, telefonfülkét és tűzcsapot is telepítettek; Lookingglass ebben az időben kisebb turistalátványosság lett. 1971-ben a tűzcsap mellé kettő csatornafedelet is elhelyeztek, amelyek azonban vakfedelek voltak; egyiket egy eugene-i vasipari vállalat, a másikat pedig az iowai Cedar Rapids polgármestere adományozta.
David Brinkley, az NBC Nightly News egy 1974-es epizódjában a Lookingglass Stoe lépcsőjéről jelentkezett be, mialatt hírsorozatához anyagot gyűjtvén átutazta Oregont. A The Huntley-Brinkley Report társvezetője, Chet Huntley az 1851-ben ideérkező első telepes, Daniel Huntley dédunokája.
Az 1882-ben a településtől nem messze épült James Wimer Octagonal Barn szerepel a Történelmi Helyek Nemzeti Jegyzékében.

## Éghajlat
A város éghajlata a Köppen-skála szerint mediterrán (Csb-vel jelölve). A legcsapadékosabb hónap december, a legszárazabb időszak pedig a július–augusztus. A legmelegebb hónap július és augusztus, a leghidegebb pedig december.
| Hónap                         | Jan.  | Feb.  | Már. | Ápr. | Máj. | Jún. | Júl. | Aug. | Szep. | Okt. | Nov.  | Dec.  | Év    |
| ----------------------------- | ----- | ----- | ---- | ---- | ---- | ---- | ---- | ---- | ----- | ---- | ----- | ----- | ----- |
| Rekord max. hőmérséklet (°C)  | 22,2  | 25,6  | 29,4 | 35,0 | 41,7 | 41,1 | 43,9 | 43,0 | 40,6  | 38,3 | 26,2  | 22,8  | 43,9  |
| Átlagos max. hőmérséklet (°C) | 10,6  | 12,8  | 15,6 | 18,3 | 22,2 | 25,6 | 30,6 | 30,6 | 27,8  | 20,6 | 13,3  | 9,4   | 19,8  |
| Átlaghőmérséklet (°C)         | 6,4   | 7,5   | 9,5  | 11,7 | 15,0 | 18,1 | 21,8 | 21,8 | 18,9  | 13,7 | 8,9   | 5,8   | 13,3  |
| Átlagos min. hőmérséklet (°C) | 2,2   | 2,2   | 3,3  | 5,0  | 7,8  | 10,6 | 12,8 | 12,8 | 10,0  | 6,7  | 4,4   | 2,2   | 6,7   |
| Rekord min. hőmérséklet (°C)  | −12,8 | −16,1 | −4,4 | −3,3 | −1,7 | 2,2  | 5,0  | 5,0  | 1,1   | −6,1 | −11,1 | −16,1 | −16,1 |
| Átl. csapadékmennyiség (mm)   | 126   | 99    | 90   | 70   | 54   | 25   | 10   | 11   | 23    | 57   | 138   | 157   | 860   |
| Forrás: The Weather Channel   |       |       |      |      |      |      |      |      |       |      |       |       |       |

## Népesség
A 2010-es népszámláláskor  855 lakója, 336 háztartása és 255 családja volt. A népsűrűség 28,5 fő/km2. A lakóegységek száma 346, sűrűségük 11,5 db/km2. A lakosok 95,4%-a fehér, 0,5%-a afroamerikai, 1,3%-a indián, 0,4%-a ázsiai,  2,2%-a egyéb, 0,7%-a pedig kettő vagy több etnikumú. A spanyol vagy latino származásúak aránya 3,7% (2,2% mexikói, 0,2% Puerto Ricó-i,  1,3% egyéb spanyol vagy latino származású.)
A háztartások 21,2%-ában élt 18 évnél fiatalabb. 63,6% házas, 7,8% egyedülálló nő, 4,8% egyedülálló férfi, 23,9% pedig nem család. 20,6% egyedül élt; 10,8%-uk 65 éves vagy idősebb. Egy háztartásban átlagosan 2,55 személy élt; a családok átlagmérete 2,91 fő.
A medián életkor 50,1 év volt. Lakóinak 18,8%-a 18 évesnél fiatalabb, 4,3% 18 és 24 év közötti, 17,8%-uk 25 és 44 év közötti, 37,3%-uk 45 és 64 év közötti, 19,8%-uk pedig 65 éves vagy idősebb. A lakosok 48,8%-a férfi, 51,2%-a pedig nő.

## Fordítás
Ez a szócikk részben vagy egészben  a   Lookingglass, Oregon című angol Wikipédia-szócikk ezen változatának fordításán alapul.  Az eredeti cikk szerkesztőit annak laptörténete sorolja fel. Ez a jelzés csupán a megfogalmazás eredetét és a szerzői jogokat jelzi, nem szolgál a cikkben szereplő információk forrásmegjelöléseként.